# Sergi Samper
Sergi Samper Montaña (Barcellona, 20 gennaio 1995) è un calciatore spagnolo, centrocampista del Motor Lublino.

## Biografia
È il fratello minore di Jordi Samper, tennista professionista.

## Caratteristiche tecniche
Più volte paragonato a Sergio Busquets o ad Andrea Pirlo, Samper è un centrocampista duttile spesso impiegato davanti alla difesa. È anche in possesso di un buono stop, un buon piazzamento in mezzo al campo e una discreta visione di gioco.
Nel 2012 è stato inserito nella lista dei migliori giovani nati dopo il 1991 stilata da Don Balón. Anche nel 2013, nel 2014 e nel 2015 è stato inserito nella stessa lista dei migliori giovani nati dopo il 1992, il 1993 e il 1994.

## Carriera

### Club

#### Barcellona e vari prestiti
Nato a Barcellona, si unisce, all'età di 6 anni, al Barcellona. Il 9 maggio 2013 firma il suo prima contratto professionistico, con la durata di quattro anni, che gli permette di essere inserito nella rosa del Barcellona B. Il 17 agosto successivo fa il suo esordio nel calcio professionistico, scendendo in campo nella trasferta, persa per 2-1, contro il Mirandés. Nella sua prima stagione da professionista scende in campo in 40 occasioni su 42 partite disponibili diventando così uno dei giocatori più promettenti della cantera blaugrana.
Il 17 settembre 2014 arriva l'esordio con la maglia della prima squadra, avvenuto partendo da titolare e giocando tutti i 90 minuti della partita nella partita di Champions League, vinta per 1-0, contro i ciprioti dell'APOEL. Il 30 maggio 2015 successivo, pur non scendendo in campo, vince la sua prima Coppa del Re poiché la sua squadra batte l'Athletic Bilbao per 1-3. Il 6 giugno successivo, pur non scendendo in campo, vince anche la Champions League grazie alla vittoria, per 3-1, sugli italiani della Juventus. Conclude la prima stagione in prima squadra conquistando 2 titoli ed ottenendo personalmente un bottino di 4 presenze.
Il 20 dicembre 2015 vince la sua prima Coppa del mondo per club visto che la sua squadra si impone, per 3-0, sugli argentini del River Plate. Il 12 marzo 2016 arriva l'esordio in Primera División in occasione della vittoria casalinga, per 6-0, contro il Getafe dove subentra, a partita in corso, al compagno di squadra Andrés Iniesta. Il 14 maggio successivo, grazie all'unica presenza stagionale nella Liga, vince il suo primo campionato all'ultima giornata. La seconda stagione si chiude con un bottino di 7 presenze e con la vittoria di 2 trofei nazionali.
Il 17 agosto 2016, disputando la partita di ritorno, vince la sua prima Supercoppa di Spagna poiché la sua squadra si impone sul Siviglia con un complessivo di 5-0. Il 26 agosto successivo viene ceduto in prestito al Granada. L'esordio con la maglia biancorossa arriva due giorni più tardi in occasione della trasferta persa, per 5-1, contro il Las Palmas. Conclude il prestito al Granada con un bottino di 23 presenze, contributo che non è stato sufficiente alla squadra a salvarsi dalla retrocessione.
Il 25 agosto 2017 passa, sempre a titolo temporaneo, al Las Palmas. L'esordio arriva il 26 ottobre successivo in occasione della vittoria esterna, per 1-4, nei sedicesimi di finale di Coppa del Re contro il Deportivo La Coruña. Quattro giorni più tardi disputa anche la sua prima partita in campionato con indosso la nuova maglia, in occasione della sconfitta interna, per 1-3, contro il Deportivo.

#### Vissel Kobe
Il 10 marzo 2019, dopo aver risolto il contratto con il Barcellona, si accorda con i giapponesi del Vissel Kōbe.

## Statistiche

### Presenze e reti nei club
Statistiche aggiornate al 9 maggio 2025.
| Stagione            | Squadra             | Campionato          | Campionato | Campionato | Coppe nazionali | Coppe nazionali | Coppe nazionali | Coppe continentali | Coppe continentali | Coppe continentali | Altre coppe | Altre coppe | Altre coppe | Totale | Totale |
| Stagione            | Squadra             | Comp                | Pres       | Reti       | Comp            | Pres            | Reti            | Comp               | Pres               | Reti               | Comp        | Pres        | Reti        | Pres   | Reti   |
| ------------------- | ------------------- | ------------------- | ---------- | ---------- | --------------- | --------------- | --------------- | ------------------ | ------------------ | ------------------ | ----------- | ----------- | ----------- | ------ | ------ |
| 2013-2014           | Barcellona B        | SD                  | 40         | 0          | -               | -               | -               | -                  | -                  | -                  | -           | -           | -           | 40     | 0      |
| 2014-2015           | Barcellona B        | SD                  | 34         | 0          | -               | -               | -               | -                  | -                  | -                  | -           | -           | -           | 34     | 0      |
| 2015-2016           | Barcellona B        | SDB                 | 29         | 0          | -               | -               | -               | -                  | -                  | -                  | -           | -           | -           | 29     | 0      |
| Totale Barcellona B | Totale Barcellona B | Totale Barcellona B | 103        | 0          |                 | -               | -               |                    | -                  | -                  |             | -           | -           | 103    | 0      |
| 2014-2015           | Barcellona          | PD                  | 0          | 0          | CR              | 3               | 0               | UCL                | 1                  | 0                  | -           | -           | -           | 4      | 0      |
| 2015-2016           | Barcellona          | PD                  | 1          | 0          | CR              | 3               | 0               | UCL                | 2                  | 0                  | SU+SS+Cmc   | 0+0+1       | 0           | 7      | 0      |
| ago. 2016           | Barcellona          | PD                  | 0          | 0          | CR              | 0               | 0               | UCL                | 0                  | 0                  | SS          | 1           | 0           | 1      | 0      |
| 2016-2017           | Granada             | PD                  | 22         | 0          | CR              | 1               | 0               | -                  | -                  | -                  | -           | -           | -           | 23     | 0      |
| 2017-gen. 2018      | Las Palmas          | PD                  | 2          | 0          | CR              | 3               | 0               | -                  | -                  | -                  | -           | -           | -           | 5      | 0      |
| gen.-giu. 2018      | Barcellona          | PD                  | 0          | 0          | CR              | 0               | 0               | UCL                | 0                  | 0                  | SS          | 0           | 0           | 0      | 0      |
| 2018-mar. 2019      | Barcellona          | PD                  | 0          | 0          | CR              | 1               | 0               | UCL                | 0                  | 0                  | SS          | 0           | 0           | 1      | 0      |
| Totale Barcellona   | Totale Barcellona   | Totale Barcellona   | 1          | 0          |                 | 7               | 0               |                    | 3                  | 0                  |             | 2           | 0           | 13     | 0      |
| mar. 2019-dic. 2019 | Vissel Kōbe         | J1                  | 24         | 1          | CI+CJL          | 5+2             | 0               | -                  | -                  | -                  | -           | -           | -           | 31     | 1      |
| 2020                | Vissel Kōbe         | J1                  | 26         | 0          | CI+CJL          | 0+1             | 0               | ACL                | 0                  | 0                  | SJ          | 1           | 0           | 28     | 0      |
| 2021                | Vissel Kōbe         | J1                  | 32         | 0          | CI+CJL          | 2+3             | 0               | -                  | -                  | -                  | -           | -           | -           | 37     | 0      |
| 2022                | Vissel Kōbe         | J1                  | 6          | 0          | CI+CJL          | 0               | 0               | ACL                | 1                  | 0                  | -           | -           | -           | 7      | 0      |
| gen. 2023-giu. 2023 | Vissel Kōbe         | J1                  | 0          | 0          | CI+CJL          | 1+3             | 0               | -                  | -                  | -                  | -           | -           | -           | 4      | 0      |
| Totale Vissel Kōbe  | Totale Vissel Kōbe  | Totale Vissel Kōbe  | 88         | 1          |                 | 17              | 0               |                    | 1                  | 0                  |             | 1           | 0           | 106    | 1      |
| 2023-2024           | FC Andorra          | SD                  | 19         | 1          | CR+CC           | 0+1             | 0               | -                  | -                  | -                  | -           | -           | -           | 20     | 1      |
| 2024-2025           | Motor Lublino       | EK                  | 22         | 0          | CP              | 0               | 0               | -                  | -                  | -                  | -           | -           | -           | 22     | 0      |
| Totale carriera     | Totale carriera     | Totale carriera     | 257        | 2          |                 | 29              | 0               |                    | 4                  | 0                  |             | 3           | 0           | 292    | 2      |

## Palmarès

### Club

#### Competizioni nazionali
- Coppa di Spagna: 3

Barcellona: 2014-2015, 2015-2016, 2017-2018
- Campionato spagnolo: 2

Barcellona: 2015-2016, 2017-2018
- Supercoppa di Spagna: 1

Barcellona: 2016
- Coppa dell'Imperatore: 1

Vissel Kobe: 2019
- Supercoppa del Giappone: 1

Vissel Kobe: 2020

#### Competizioni internazionali
- UEFA Champions League: 1

Barcellona: 2014-2015
- Coppa del mondo per club: 1

Barcellona: 2015